# هانسبيتر لاتور
هانسبيتر لاتور هو لاعب كرة قدم سويسري في مركز حراسة المرمى، ولد في 4 يونيو 1947 في ثون في سويسرا. لعب مع نادي ثون ويانغ بويز.

## وصلات خارجية
- هانسبيتر لاتور على موقع قاعدة بيانات كرة القدم.إي يو (الإنجليزية)
- هانسبيتر لاتور على موقع Soccerway.com (الإنجليزية)
- هانسبيتر لاتور على موقع عالم كرة القدم.نت (الإنجليزية)